# Annaleigh Ashford
Annaleigh Amanda Shadow, nota come Annaleigh Ashford (Denver, 25 giugno 1985), è un'attrice e cantante statunitense.

## Biografia
Figlia di un'insegnante di ginnastica, Annaleigh viene da subito iscritta a varie discipline sportive, ma l'ambiente non sembra affascinarla. La sua principale passione, sin dagli anni del liceo, sembra essere la recitazione, tant'è che la Ashford è la protagonista di diversi spettacoli nella sua città. Dopo il diploma sbarca a Broadway, dove recita in numerosi musical e opere di prosa, vincendo un Tony Award nel 2015.

## Filmografia

### Cinema
- Sex and the City, regia di Michael Patrick King (2008)
- Rachel sta per sposarsi (Rachel Getting Married), regia di Jonathan Demme (2008)
- Frozen - Il regno di ghiaccio (Frozen), regia di Chris Buck e Jennifer Lee (2013) - voce
- Top Five, regia di Chris Rock (2014)
- Unicorn Store, regia di Brie Larson (2017)
- Ricomincio da me (Second Act), regia di Peter Segal (2018)
- E poi c'è Katherine (Late Night), regia di Nisha Ganatra (2019)
- Un giorno di pioggia a New York (A Rainy Day in New York), regia di Woody Allen (2019)
- Bad Education, regia di Cory Finley (2019)
- Hold Your Breath, regia di Karrie Crouse (2024)

### Televisione
- Haute & Bothered - serie TV, 2 episodi (2009)
- Law & Order - I due volti della giustizia (Law & Order) - serie TV, episodio 20x21 (2010)
- The Big C - serie TV, episodio 3x05 (2011)
- A Gifted Man - serie TV, episodio 1x13 (2012)
- Submissions Only - serie TV, 7 episodi (2010-2011)
- Nurse Jackie - Terapia d'urto (Nurse Jackie) - serie TV, episodio 4x1 (2012)
- Made in Jersey - serie TV, episodio 1x01 (2012)
- Smash - serie TV, 2 episodi (2012-2013)
- Law & Order - Unità vittime speciali (Law & Order: Special Victims Unit) - serie TV, episodio 6x15 (2013)
- Masters of Sex - serie TV, 32 episodi (2013-2016)
- Super Clyde, regia di Michael Fresco - film TV (2013)
- The Rocky Horror Picture Show: Let's Do the Time Warp Again - film TV (2016)
- American Crime Story - serie TV, 15 episodi (2018-2020)
- Younger - serie TV, 4 episodi (2019)
- Umbeliable - miniserie TV, 3 episodi (2019)
- Evil - serie TV, episodio 1x07 (2019)
- B Positive - serie TV, 34 episodi (2020-2022)
- The Good Fight - serie TV, 2 episodi (2020)
- The Undoing - Le verità non dette (The Undoing) - miniserie TV, 2 episodi (2020)
- Ecco a voi i Chippendales (Welcome to Chippendales) – miniserie TV, 7 puntate (2022-2023)

## Teatro
- Wicked – tournée statunitense (2005-2006), Gershwin Theatre di Broadway (2007-2008), Oriental Theatre di Chicago (2008-2009)
- Legally Blonde – Palace Theatre di Broadway (2007)
- Hair – Al Hirschfeld Theatre di Broadway (2010)
- Rent – New World Stages dell'Off-Broadway (2011)
- Dogfight – Second Stage Theatre dell'Off-Broadway (2012)
- Kinky Boots – Al Hirschfeld Theatre di Broadway (2013)
- You Can't Take It with You – Longacre Theatre di Broadway (2014)
- Sylvia – Cort Theatre di Broadway (2015)
- Sunday in the Park with George – Hudson Theatre di Broadway (2017)
- Sogno di una notte di mezza estate – Delacorte Theater di New York (2017)
- Sweeney Todd: The Demon Barber of Fleet Street – Lunt-Fontanne Theatre di Broadway (2023)

## Riconoscimenti
- Tony Award
  - 2013 - Candidatura per la miglior attrice non protagonista in un musical per Kinky Boots
  - 2015 - Miglior attrice non protagonista in un'opera teatrale per You Can't Take It with You
  - 2023 - Candidatura per la miglior attrice protagonista in un musical per Sweeney Todd: The Demon Barber of Fleet Street
- Drama Desk Award
  - 2013 - Candidatura per la miglior attrice non protagonista in un musical per Kinky Boots
  - 2015 - Miglior attrice non protagonista in un'opera teatrale per You Can't Take It with You
  - 2023 - Miglior attrice protagonista in un musical per Sweeney Todd: The Demon Barber of Fleet Street
- Drama League Award
  - 2011 - Candidatura per la miglior performance per Rent
  - 2016 - Candidatura per la miglior performance per Sylvia
  - 2018 - Candidatura per la miglior performance per Sogno di una notte di mezza estate
  - 2023 - Miglior performance per Sweeney Todd

## Doppiatrici italiane
Nelle versioni in italiano delle opere in cui ha recitato, Annaleigh Ashford è stata doppiata da:
- Elena Perino in Unbelievable, Ecco a voi i Chippendales, Hold Your Breath
- Valentina Mari in Law & Order: Unità vittime speciali
- Alessandra Chiari in Masters of Sex
- Ilaria Latini in American Crime Story
- Federica De Bortoli in Ricomincio da me
- Lucrezia Marricchi in E poi c'è Katherine
- Letizia Ciampa in Un giorno di pioggia a New York